# Jokasta (mitologia)
Jokasta, także Epikasta, Jokaste, Epikaste, gr. Ἰοκάστη Iokástē, łac. Iocaste – w mitologii greckiej królowa Teb.
Żona króla Lajosa. Matka, a później, po śmierci Lajosa, żona Edypa. Była siostrą Kreona.
Według mitu Edyp został wyrzucony z domu jako niemowlę, ponieważ prorok ogłosił, że Edyp popełni ojcobójstwo i ożeni się z matką. Znaleźli go pasterze i oddali na wychowanie królowej, która nie miała własnego potomstwa. Po jakimś czasie Edyp powraca, zabija ojca i poślubia Jokastę, nie wiedząc o swoim pochodzeniu. Z tego związku rodzą się dwaj synowie: Polinik i Eteokles, oraz dwie córki: Antygona i Ismena. Kiedy wieszcz Tejrezjasz wyjawia obojgu prawdę, Jokasta popełnia samobójstwo, a Edyp oślepia się, opuszcza miasto.